# Gemeentelijke herindelingsverkiezingen in Nederland 1968
Gemeentelijke herindelingsverkiezingen in Nederland 1968 geeft informatie over tussentijdse verkiezingen voor een gemeenteraad in Nederland die gehouden werden in 1968.
De verkiezingen werden gehouden in zeven gemeenten die betrokken waren bij een herindelingsoperatie.

## Verkiezingen op 31 juli 1968
- de gemeenten Bellingwolde en Wedde: samenvoeging tot een nieuwe gemeente Bellingwedde.[2]

Door deze herindeling daalde het aantal gemeenten in Nederland per 1 september 1968 van 940 naar 939.

## Verkiezingen op 13 november 1968
- de gemeenten Dinther en Heeswijk: samenvoeging tot een nieuwe gemeente Heeswijk-Dinther.[3]

## Verkiezingen op 20 november 1968
- de gemeenten Onstwedde, Veendam en Wildervank: opheffing van Wildervank en verdeling van het grondgebied over Stadskanaal[4] en Veendam.[5]

Door deze herindelingen daalde het aantal gemeenten in Nederland per 1 januari 1969 van 939 naar 935.